# ديمة شكر الله (الريف الغربي)
ديمة شكر الله (بالفارسية: دیمه شکرالله) هي منطقة سكنية تقع في إيران في قسم الريف الغربي الريفي. يقدر عدد سكانها بـ 73 نسمة .